# NGC 2463
NGC 2463 (другие обозначения — MCG 10-12-31, ZWG 287.13, ARAK 145, PGC 22291) — эллиптическая галактика (E) в созвездии Рыси. Открыта Джоном Гершелем в 1831 году.
В галактике наблюдалась сверхновая в 2020 году.
Этот объект входит в число перечисленных в оригинальной редакции «Нового общего каталога».